# Ню-Беєрланд
Ню-Беєрланд (нід. Nieuw-Beijerland) — село в нідерландській провінції Південна Голландія. Входить до муніципалітету Гуксе-Вард.
Його площа становить 12,31 км², а населення станом на 2021 рік складало 4 195 осіб.
Перша згадка про населений пункт датується 1773 роком.
До 1984 року мало статус окремого муніципалітету.

## Галерея

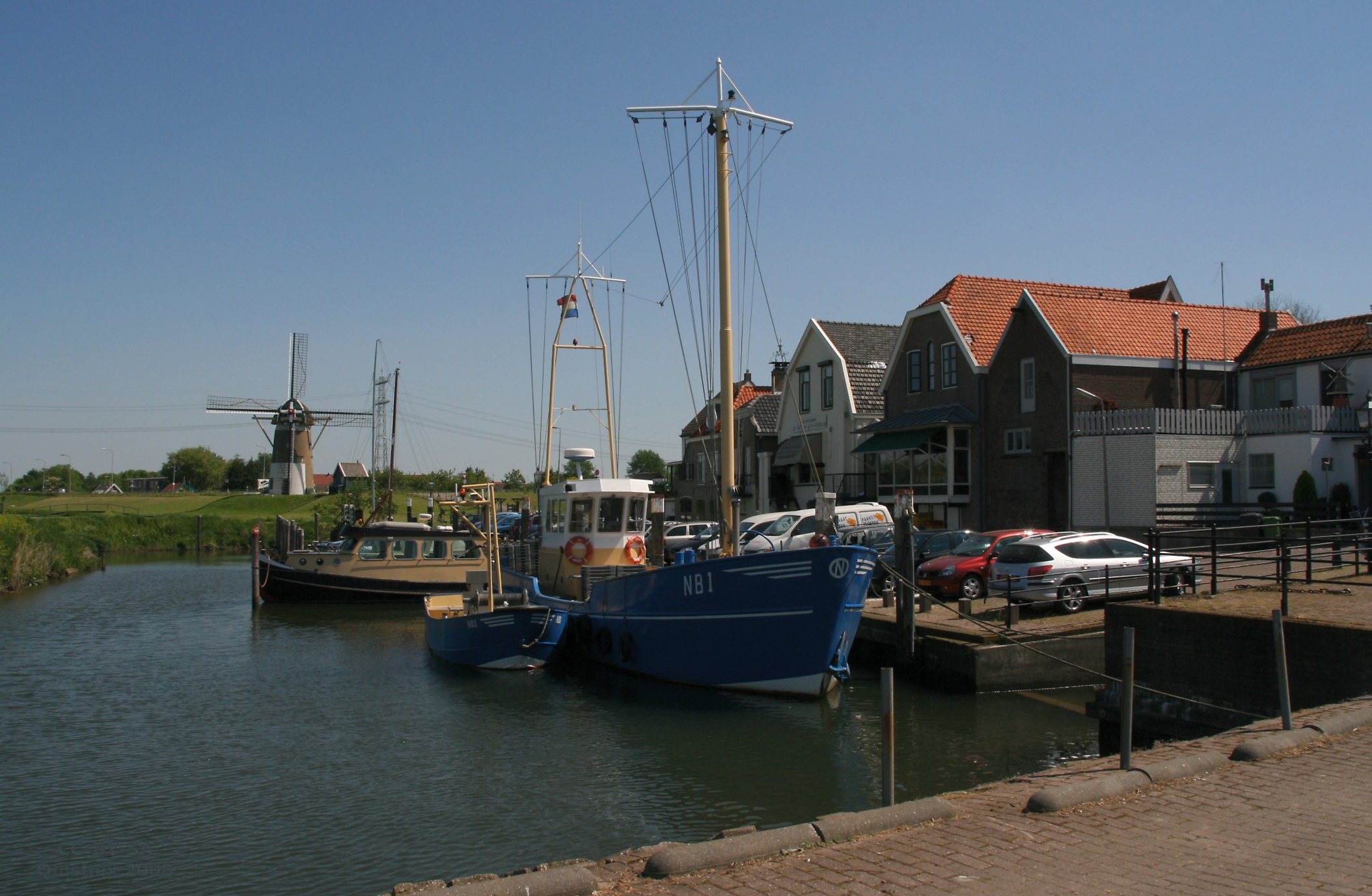
Гавань у Ню-Беєрланді
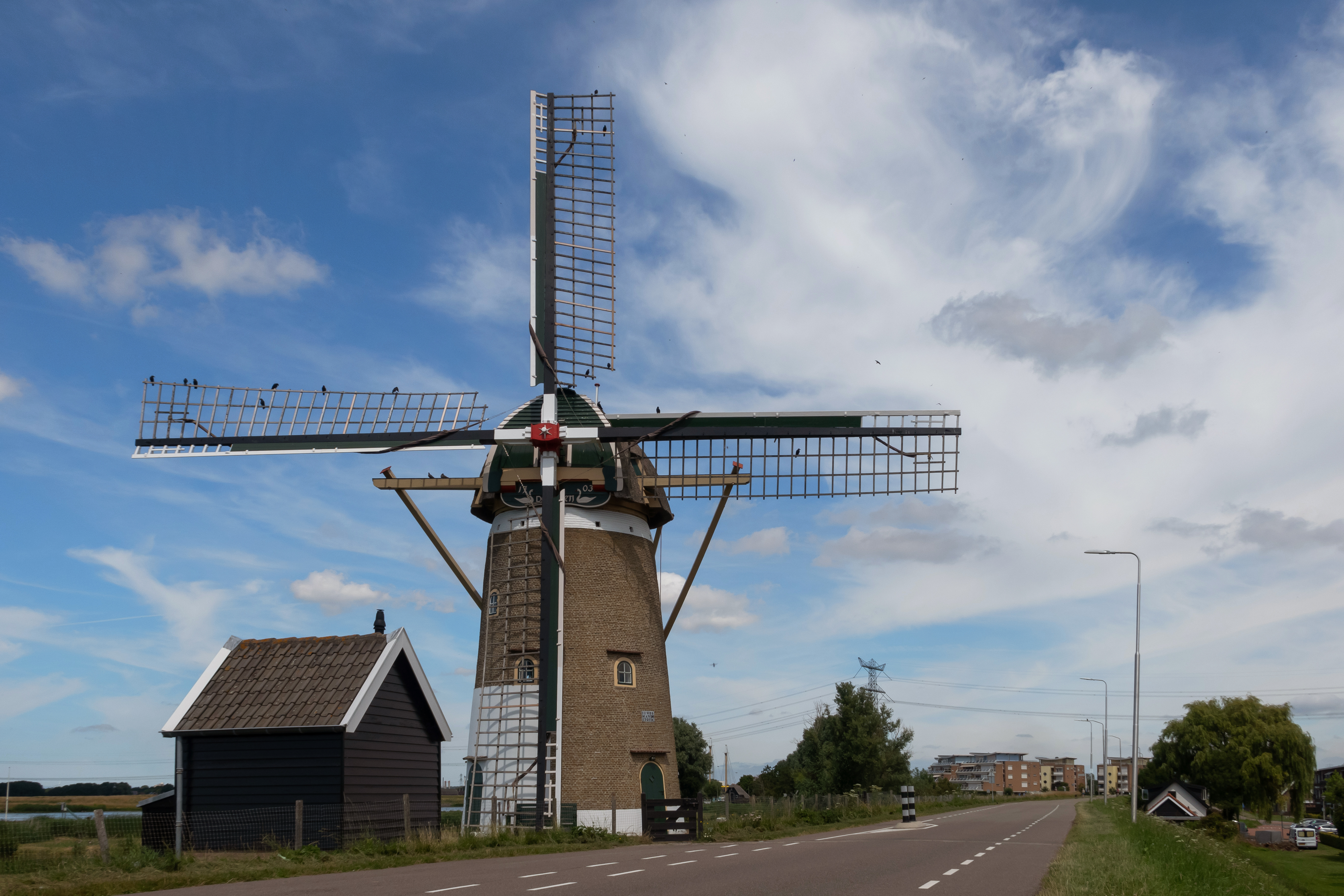
Вітряк De Swaan